# Ozarba rubrivena
Ozarba rubrivena är en fjärilsart som beskrevs av George Francis Hampson 1910. Ozarba rubrivena ingår i släktet Ozarba och familjen nattflyn. Inga underarter finns listade i Catalogue of Life.